# Zygmunt Cwenarski
Zygmunt Jan Cwenarski (ur. 9 lipca 1896 w Janowie, zm. wiosną 1940 w Charkowie) – polski nauczyciel, major piechoty Wojska Polskiego, działacz niepodległościowy, kawaler Orderu Virtuti Militari, ofiara zbrodni katyńskiej.

## Życiorys
Urodził się w Janowie, w ówczesnym powiecie gródeckim Królestwa Galicji i Lodomerii, w rodzinie Kazimierza i Zofii ze Strzelbickich. Służył w Legionach Polskich.
9 września 1914 roku wstąpił do Legionów Polskich i służył w 4 pułku piechoty oraz w 2 pułku piechoty. 16 listopada 1918 roku dostaje się do niewoli pod Rarańczą. Był internowany na Węgrzech, skąd zbiegł. W listopadzie 1918 roku wstąpił do Wojska Polskiego i jako dowódca kompanii karabinów maszynowych służył w 7 pułku piechoty Legionów. W szeregach pułku brał udział w wojnie z bolszewikami. W dniu 18 sierpnia 1920 roku w walkach pod Werbkowicami Zygmunt Cwenarski otrzymał rozkaz objęcia dowództwa odcinka i przeprowadzenia kontrataku. Cwenarski na czele swojej kompanii przeprowadził kontruderzenie, podrywając za sobą innych i zdobywając Werbkowice, kilkudziesięciu jeńców oraz kilkanaście karabinów maszynowych. Za ten czyn został odznaczony Orderem Virtuti Militari.
W 1921 roku został zweryfikowany do stopnia porucznika piechoty ze starszeństwem z dniem 1 czerwca 1919 roku. 15 sierpnia 1924 roku został awansowany do stopnia kapitana. Od 1927 służył w jednostkach Korpusu Ochrony Pogranicza, w 9 i 8 batalionie KOP, a następnie był instruktorem wyszkolenia strzeleckiego w Centralnej Szkoły Podoficerów Korpusu Ochrony Pogranicza. W 1935 roku przeszedł do rezerwy z przydziałem do 36 pułku piechoty Legii Akademickiej. Następnie do Okręg Korpusu Nr VIII. Na stopień majora został mianowany ze starszeństwem z 19 marca 1939 i 71. lokatą w korpusie oficerów rezerwy piechoty.
W czasie kampanii wrześniowej 1939 roku – po agresji ZSRR na Polskę – w nieznanych okolicznościach dostał się do niewoli sowieckiej. Przebywał w obozie w Starobielsku. Wiosną 1940 roku został zamordowany przez funkcjonariuszy NKWD w Charkowie i pogrzebany potajemnie w bezimiennej mogile zbiorowej w Piatichatkach, gdzie od 17 czerwca 2000 roku mieści się oficjalnie Cmentarz Ofiar Totalitaryzmu w Charkowie. Figuruje na Liście Starobielskiej NKWD, pod poz. 3628.

## Upamiętnienie
- 5 października 2007 roku minister obrony narodowej Aleksander Szczygło mianował go pośmiertnie na stopień podpułkownika[5][6][7]. Awans został ogłoszony 9 listopada 2007 roku w Warszawie, w trakcie uroczystości „Katyń Pamiętamy – Uczcijmy Pamięć Bohaterów”[8][9][10].

## Ordery i odznaczenia
- Krzyż Srebrny Orderu Wojskowego Virtuti Militari nr 4879 – 1921[11]
- Krzyż Niepodległości – 24 października 1931 „za pracę w dziele odzyskania niepodległości”[12]
- Krzyż Walecznych trzykrotnie
- Srebrny Krzyż Zasługi – 14 października 1934 „za zasługi w służbie ochrony pogranicza”[13]
- Państwowa Odznaka Sportowa[14]
- Medal 10 Rocznicy Wojny Niepodległościowej (Łotwa, 1929)[15]